# Place de la Madeleine (Lausanne)
Pour les articles homonymes, voir Place de la Madeleine (homonymie).
La place de la Madeleine (ou simplement place Madeleine) est une place de Lausanne, en Suisse. Elle partage avec la place de la Cathédrale le titre de plus ancienne place arborée de la ville.

## Histoire
Des dominicains s'installent à Lausanne en 1234 sur le flanc de la colline de la Cité, à proximité de la Louve, juste à l'est de l'actuelle place de la Riponne. L'église est dédiée à sainte Marie-Madeleine et, en raison de la déclivité du site, son aménagement nécessite la construction d'un mur de soutènement. Les dominicains quittent le couvent à la Réforme et l'église, qui tombe en ruine, est détruite au XVIe siècle. Les plans de la ville du XVIIe siècle signalent une « place dite sus la Madeleine » à l'emplacement où se trouvait le cimetière de l'église,,,.
Au XVIIIe siècle, le mur de soutènement, devenu fragile, nécessite une consolidation par des contreforts en molasse. Vers 1782, une salle de spectacle en bois est construite sur la place ; elle y restera jusqu'en 1791.

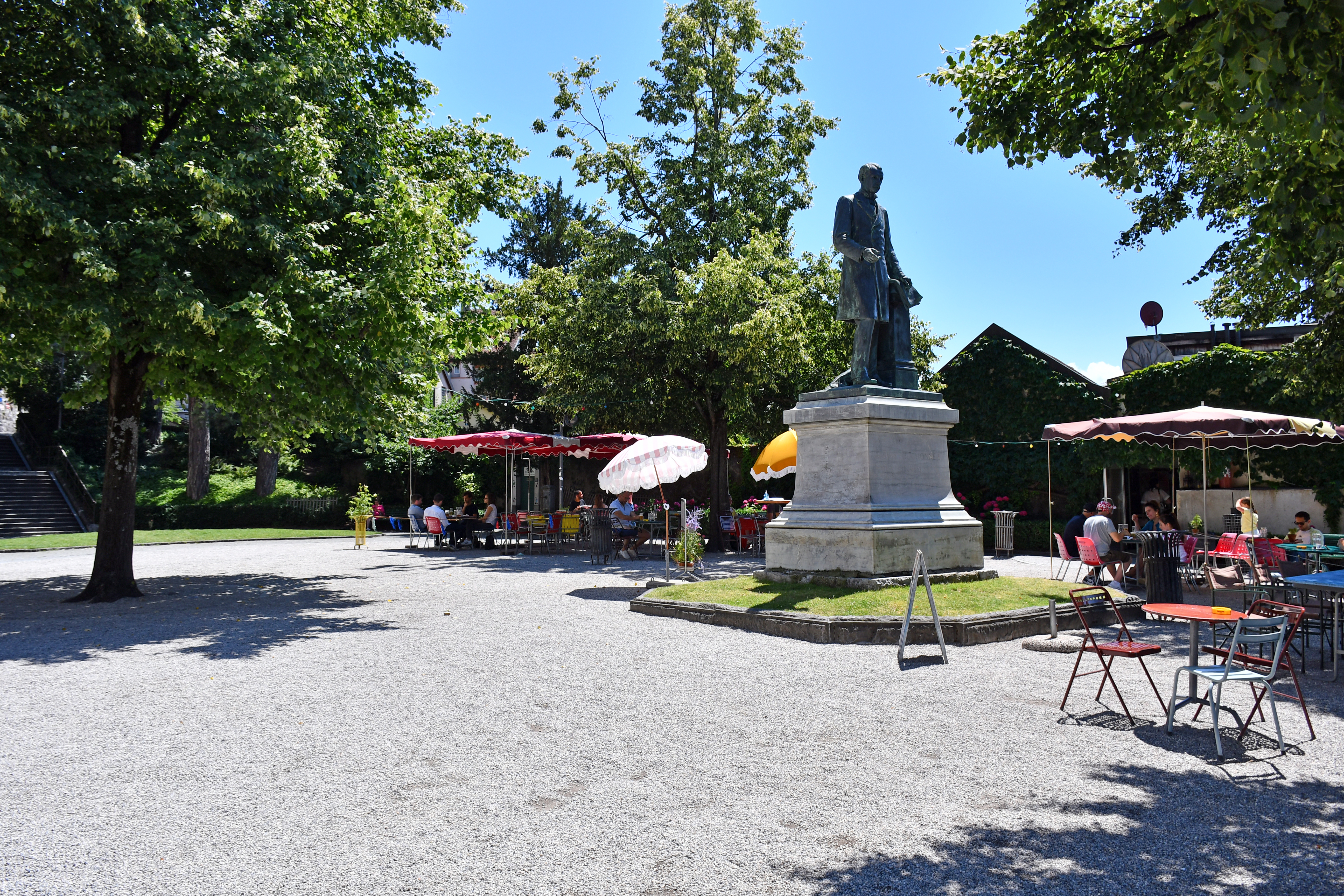
La place et sa terrasse en juillet 2020.

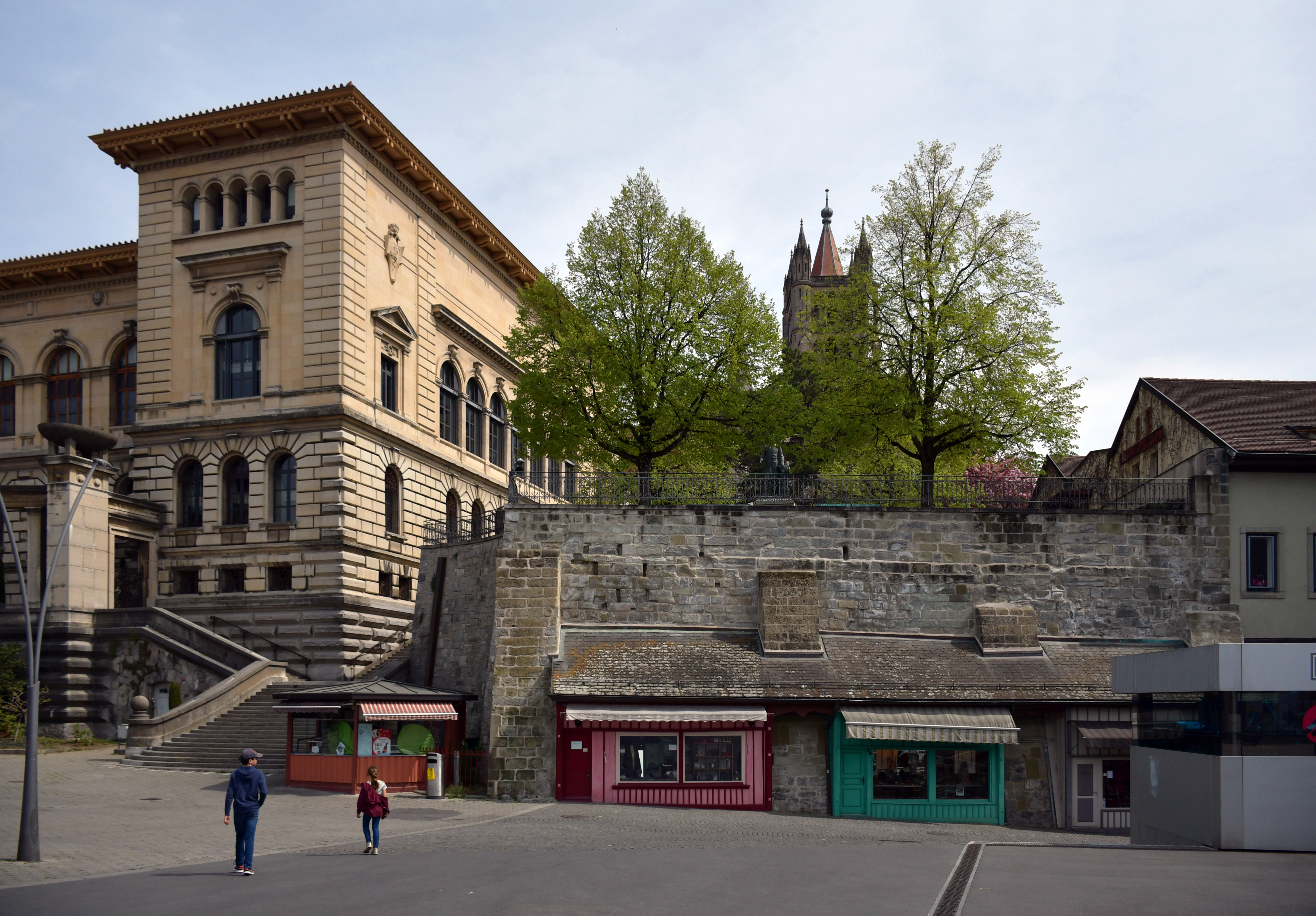
Le mur de soutènement de la place de la Madeleine, dont on voit les arbres, vu depuis la place de la Riponne.

Dans les années 1830, la place est proposée pour accueillir le musée des beaux-arts et l'école de dessin que le peintre Marc-Louis Arlaud demande  au canton. Finalement, le Musée Arlaud sera bâti au sud de la place de la Riponne. La place de la Madeleine ne subit que peu de modifications au cours du XIXe siècle hormis un réaménagement de ses abords et la plantation de quelques tilleuls. Elle possède une fontaine utilisée pour la lessive des habitants du quartier. Avant la création de la place de la Riponne, on accédait à la place de la Madeleine par une rampe partant de la rue de la Madeleine. Par la suite, comme la nouvelle place de la Riponne accueille depuis octobre 1840 un marché qui augmente la fréquentation des lieux, la rampe, devenue dangereuse, est remplacée en 1841 par des escaliers ; le mur de soutènement et les contreforts sont en outre reconstruits, l'espace sous les arcs permettant l'installation d'échoppes. La place de la Madeleine est régulièrement occupée dès 1843 par un marché aux chaussures, paniers et chapeaux. La place est nivelée entre 1846 et 1850 et une nouvelle fontaine est installée à la fin des travaux (elle sera munie d'un couvert en 1870), ainsi qu'un emplacement pour étendre le linge,. 
En 1898 débute la construction du palais de Rumine, qui nécessite la démolition de plusieurs bâtiments situés au nord de la place de la Madeleine. Les travaux entraînent la mise au jour des fondations du couvent dominicain du XIIIe siècle à l'emplacement de la future aile sud du palais. De nouveaux escaliers d'accès à la place de la Madeleine, appelés escaliers de l'Université, sont édifiés en 1905 ; ils longent la façade sud du palais et la construction de la portion est, entre la place et la rue Pierre-Viret, entraîne la démolition de la maison Mercanton. On assiste également à la suppression de l'espace d'étendage et de la fontaine couverte, qui est transportée au Chalet-à-Gobet. Des pins sont plantés dans la partie supérieure de la place, à l'est, en 1905 et, l'année suivante, les tilleuls sont replantés, des massifs de fleurs sont créés et la place est recouverte de gravier. Finalement, l'installation le 17 novembre 1906 d'une statue en hommage à l'ancien conseiller fédéral Louis Ruchonnet, œuvre de Karl Alfred Lanz[réf. nécessaire], donne à la place de la Madeleine l'aspect qu'on lui connaît au XXIe siècle, même si trois tilleuls, victimes du feu, ont été remplacés en 1989,.

## Situation et accès

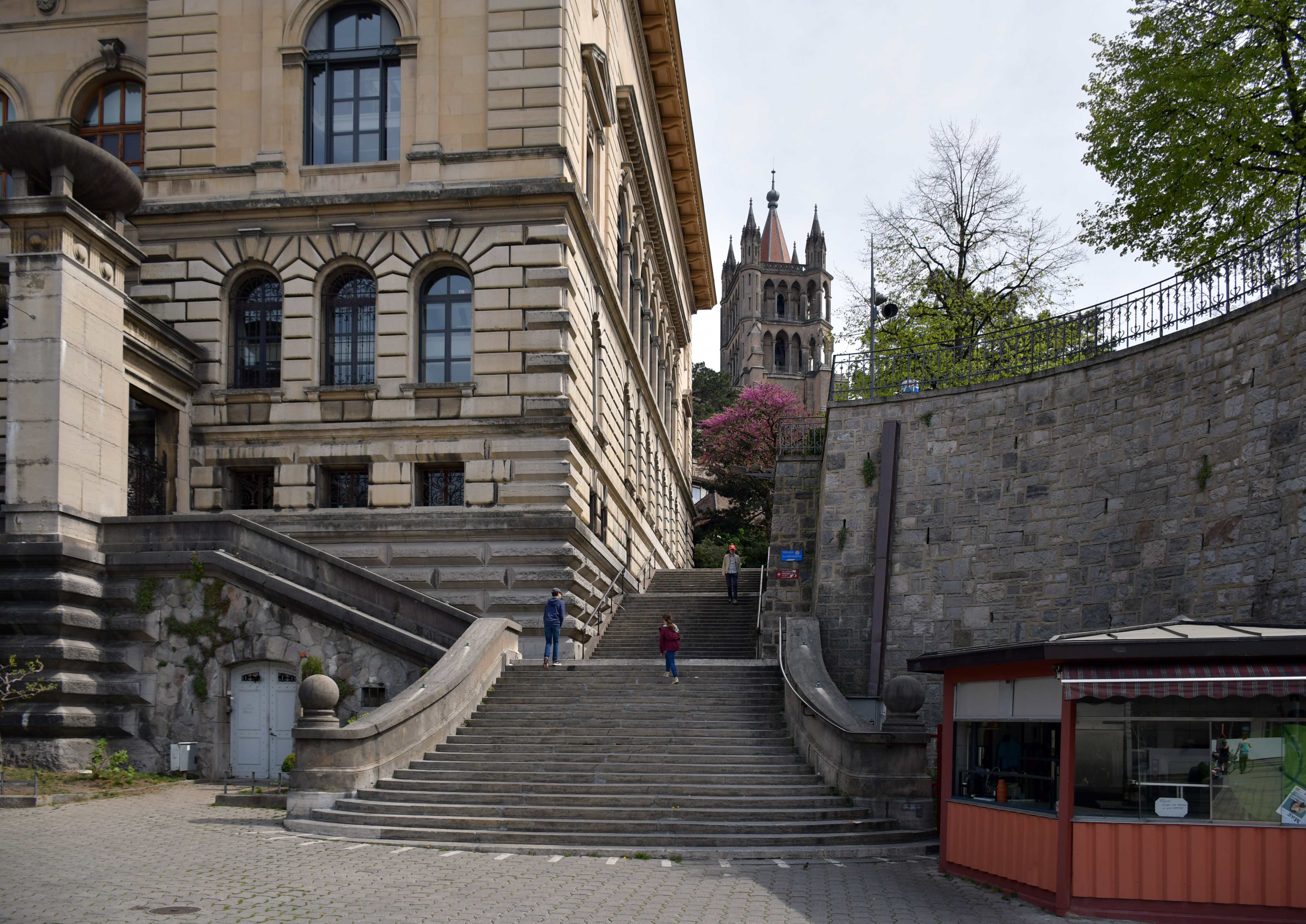
Les escaliers de l'Université, seul accès à la place de la Madeleine, photographiés ici depuis le place de la Riponne.

La place de la Madeleine est située au sud du palais de Rumine. Les escaliers de l'Université permettent de descendre à la place de la Riponne et de monter à la rue Pierre-Viret.

## Description

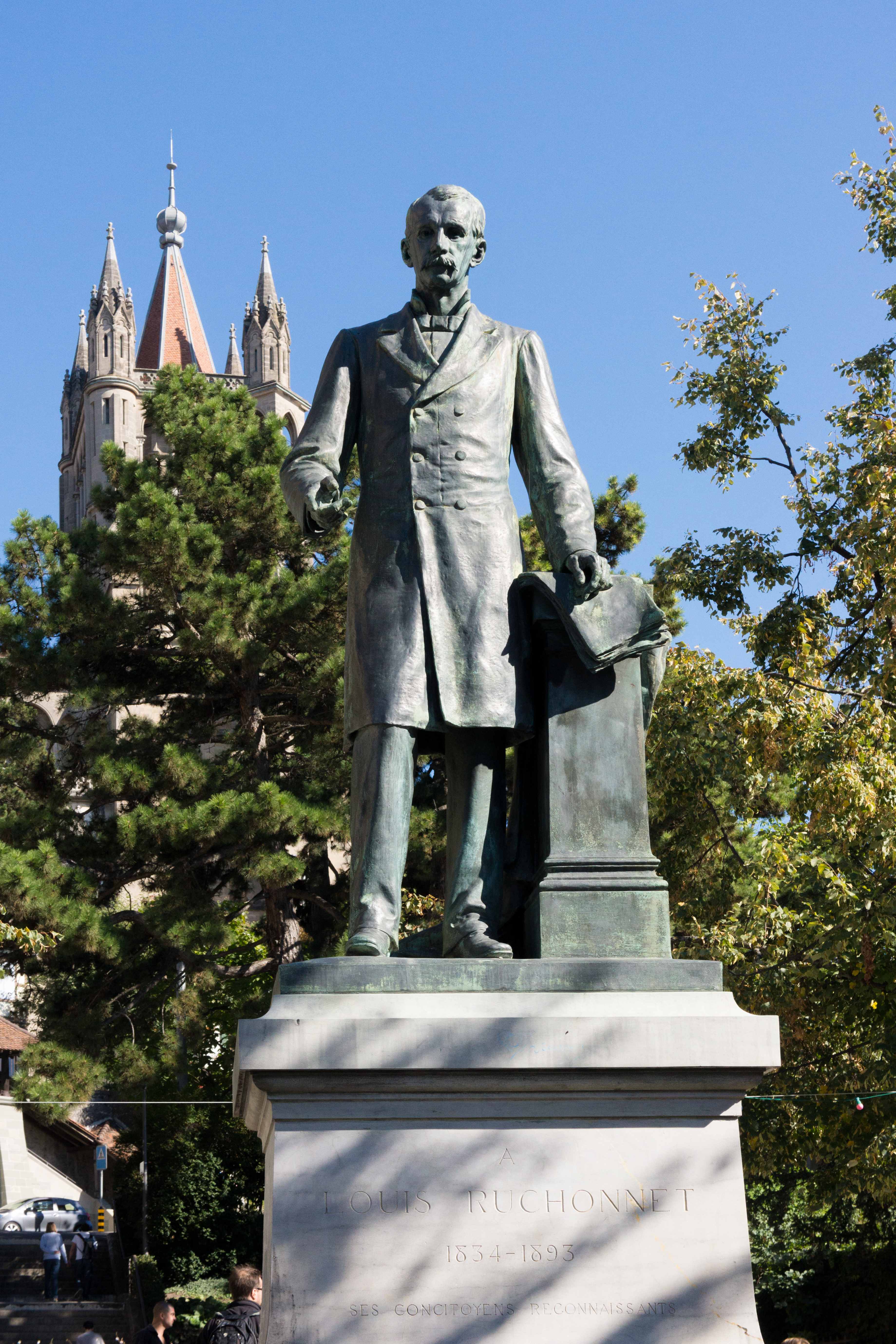
Statue consacrée à Louis Ruchonnet, située au centre de la place.

De forme arrondie, dominant le sud de la place de la Riponne, la place de la Madeleine est recouverte de gravier, plantée de tilleuls et de massifs de fleurs. En son centre trône la statue dédiée à Louis Ruchonnet et une pinède occupe la partie supérieure, sous la rue Pierre-Viret. La place accueille la terrasse du bar The Great Escape, situé à la rue de la Madeleine.